# Cerfontaine, Namur
Cerfontaine là một đô thị ở tỉnh Namur. Tại thời điểm ngày 1 tháng 1 năm 2006 Cerfontaine có dân số 4.546 người. Tổng diện tích là 83,45 km² với mật độ dân số là 54 người trên mỗi km².